# Family Guy: Mission Sachensuche
Family Guy: Mission Sachensuche ist ein Freemium-Videospiel für Kindle, iOS, Android und Windows 11, das auf der amerikanischen Zeichentrickserie Family Guy basiert, die von Fox Digital Entertainment, Jam City und dem Entwickler TinyCo veröffentlicht wurde.

## Gameplay
Im Spiel bauen die Spieler ihre eigene Version von Quahog mit den  Charakteren und Gebäuden aus der Serie auf.  Das Spiel enthält eine von den Autoren der Show erstellte Storyline, in der Quahog zerstört wurde, und es liegt an dem Spieler, es wieder zu seinem früheren Glanz zu bringen. Einige der Hauptdarsteller der Serie, wie Seth MacFarlane (Peter, Stewie, Brian, Quagmire, Dr. Hartman, Carter Pewterschmidt usw.), Alex Borstein (Lois), Mila Kunis (Meg) und Seth Green (Chris) arbeiteten mit TinyCo für das Projekt zusammen.